# Dil Bahadur Lama
Dil Bahadur Lama (21 de marzo de 1930 - 25 de marzo de 2014), popularmente conocido como DB Lama era un líder del Congreso Nepalí (Democrático) y ex inspector general de la Policía de Nepal. Fue elegido miembro de la Pratinidhi Sabha en las elecciones de 1999, sobre nombre del Congreso Nepalí. En 2001, fue incluido como Ministro Adjunto de Administración General en el gabinete ampliado de Sher Bahadur Deuba. En ese gabinete sirvió bajo Ministro de Administración General Khem Raj Bhatt Mayalu.
Irónicamente Lama, en su función como oficial de policía, emitió una orden de arresto en la década de 1980 para Mayalu, que entonces era considerado como terrorista por el gobierno nepalí.
El ex IGP, Dil Bahadur Lama fue detenido en 1987 junto con el coronel Bharat Gurung después de ser acusado por el Gobierno de Su Majestad en la participación en el contrabando y corrupción. Lama fue detenido a finales de julio de 1987 por cargos de aceptar sobornos de empresarios prominentes y redes criminales involucradas en el contrabando de narcóticos, pero como el oro.
Después del levantamiento de 2006 contra la monarquía en Nepal, Lama fue incluido en un Subcomité Parlamentario, organizado para investigar los bienes del rey.
Ex-I.G.P. DB Lama había sido el presidente de la "Organización de las Policías Ex-Nepal" hasta su fallecimiento (edad 84 años) el 25 de marzo de 2014 en Nuwakot.